# Nimishillen Creek
Der Nimishillen Creek ist ein 40 km langer rechter Nebenfluss des Sandy Creek im nordöstlichen US-Bundesstaat Ohio. 
Er entwässert ein Gebiet von 487 km² und gehört zum Flusssystem des Mississippi River. Der Abfluss erfolgt über den Sandy Creek, Tuscarawas River, Muskingum River, Ohio River und Mississippi River in den Golf von Mexiko.
Der Nimishillen Creek entsteht aus dem Zusammenfluss von East Branch Nimishillen Creek und Middle Branch Nimishillen Creek im Osten der Stadt Canton im Stark County. Er fließt in generell südlicher Richtung durch das Stark County und mündet 1 Kilometer südlich der Ortschaft Sandyville im nördlichen Tuscarawas County in den Sandy Creek. Das Einzugsgebiet wird im Norden und Nordosten überwiegend landwirtschaftlich genutzt, während sich in der Mitte die Stadt Canton mit Industrieansiedlungen befindet, die als Hauptverursacher für die bestehende Wasserverschmutzung ermittelt wurden.
Der Nimishillen Creek trug dem Geographic Names Information System zufolge in seiner Geschichte verschiedene Namen, darunter Memenshehelas Creek, Nanashehelas Creek und Nine Shilling Creek.